# المغرب التطواني
نادي المغرب أتلتيكو تطوان أو المغرب التطواني، هو ناد كرة قدم مغربي مقره في تطوان، تأسس في 12 مارس 1922. يُعرف نادي المغرب أتلتيكو تطوان بفريقه المحترف لكرة القدم الذي يتنافس في الدوري المغربي لكرة القدم القسم الثاني. فاز بالبطولة الاحترافية المغربية مرتين وشارك لأول مرة في كأس العالم للأندية عام 2014.

## نشأة النادي

ملصقات إعلانية لنادي أتلتيكو تطوان تعود لسنوات النفوذ الإسباني علي المدينة

عرفت سنة 1917 ميلاد عدة أندية لكرة القدم بمدينة تطوان، من بينها نادي تطوان لكرة القدم (كلوب دي فوتبول تطوان) Club de Fútbol Tetuán و النادي الإسباني المغربي (كلوب هيسبانو ماروكي) Club Hispano Marroquí و نادي راديو تطوان Club El Radio de Tetuán . بضع سنوات بعد ذلك ستندمج الأندية الثلاتة لتعطي ميلاد كلوب أتلتيكو تطوان Club Atlético Tetuán سنة 1922. وانطلاقا من هذه السنة وإلى غاية استقلال المغرب سيلعب هذا الفريق بمختلف أقسام الليغا الإسبانية وسيترك بصمات في كل مشاركاته هاته. لعل أهم هذه البصمات تبقى بدون شك تمكن الفريق في موسم 1950/1951 من تصدر القسم الثاني بجدارة والصعود للقسم الوطني الأسباني الأول. أمام اندهاش الأسبان يصعد التطوانيون من شمال المغرب لحظيرة القسم الأول لمقارعة أندية عريقة كبرشلونة وريال مدريد. أعظم ما حققه اتلتيكو تطوان في فترة ما قبل الاستقلال، هو وصوله لدور ربع نهاية كأس ملك إسبانيا وكان ذلك في سنة 1951 حيث التقى في هذا الدور مع العملاق برشلونة الذي استطاع هزم الفريق التطواني وأوقف مسيرته الناجحة في مشوار الكأس. يُذكَر أن نادي برشلونة هو الذي تُوِّج بعد ذلك بلقب كأس ملك إسبانيا.

ملصقات إعلانية لنادي أتلتيكو تطوان تعود لسنوات النفوذ الإسباني علي المدينة

شعار نادي تطوان لكرة القدم (كلوب دي فوتبول تطوان) - Club de Fútbol Tetuán
شعار النادي الإسباني المغربي (كلوب هيسبانو ماروكي) - Club Hispano Marroquí
شعار نادي راديو تطوان - Club El Radio de Tetuán

## الشعارات السابقة للنادي

شعار أتلتيكو مدريد الذي كان مصدر إلهام مصممي شعار أتلتيكو تطوان.
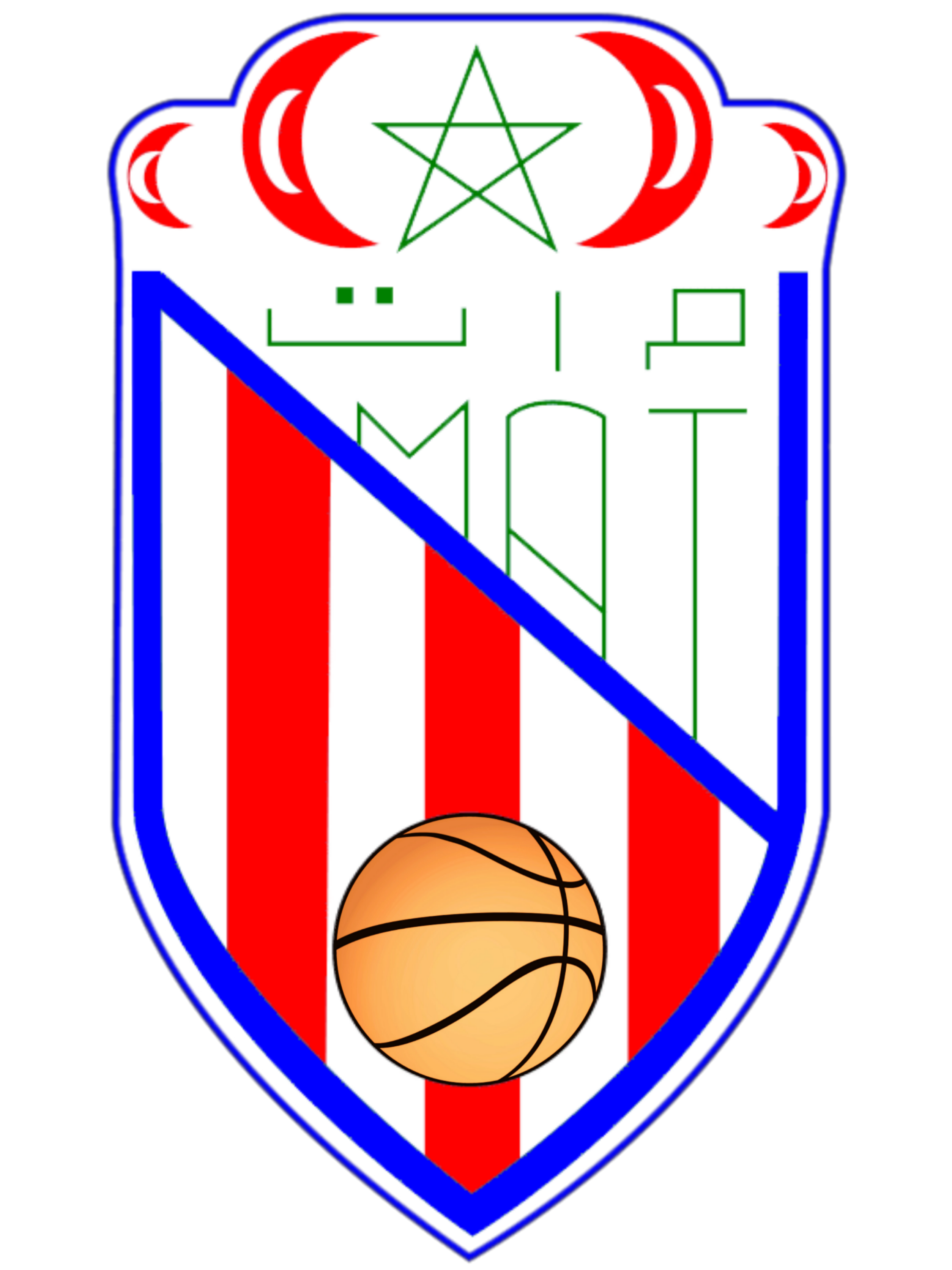
شعار المغرب التطواني لكرة السلة
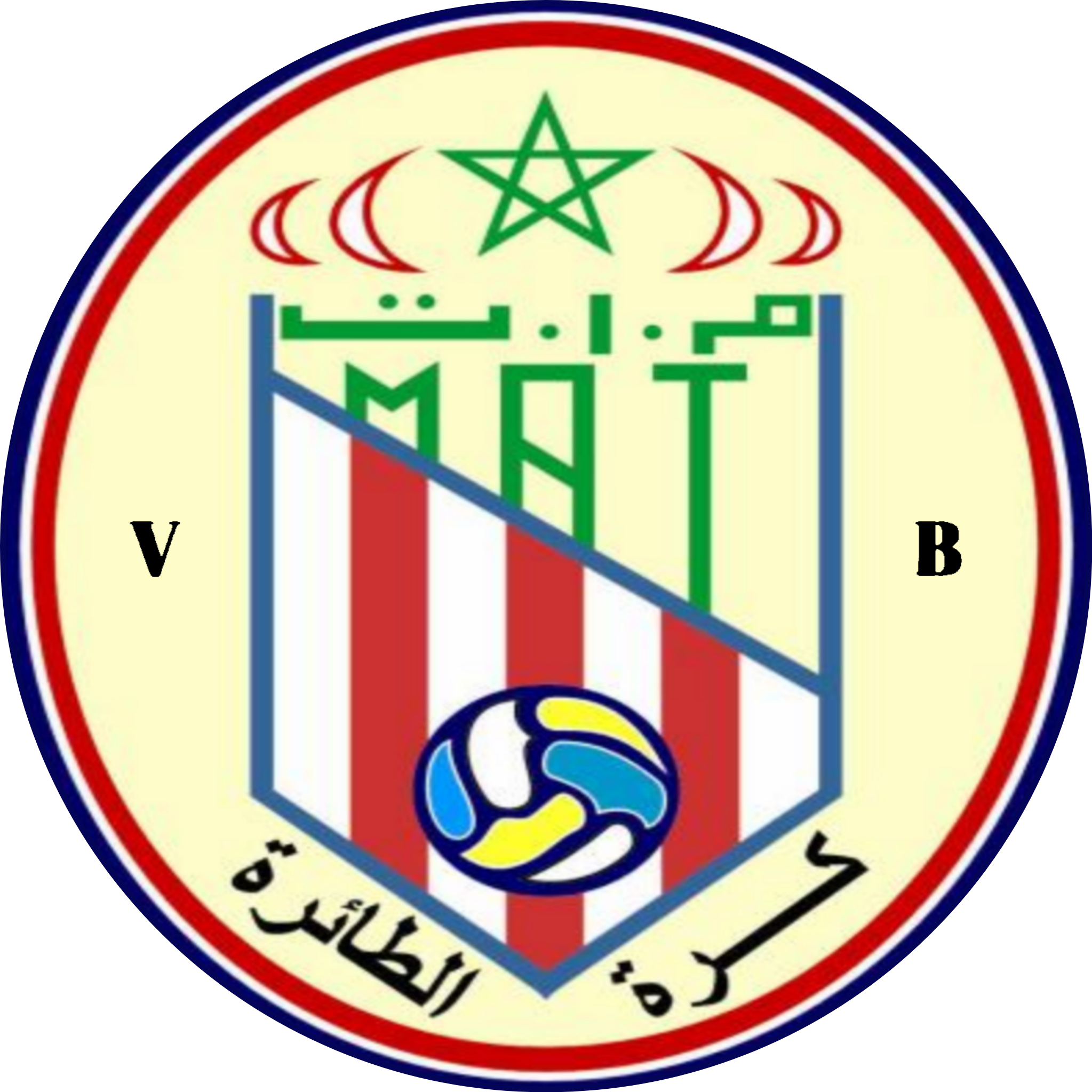
شعار المغرب التطواني ـ فرع الكرة الطائرة
الشعار الحالي للنادي

## طقم النادي
- طقم نادي أتلتيكو تطوان مشابه لطقم نادي أتلتيكو مدريد الإسباني، النادي لعب في السنوات الأولى بعد نشأته بأقمصة مخططة عمودية بالأحمر والأبيض، سراويل زرقاء وجوارب سوداء قبل أن يغير الجوارب السوداء إلى حمراء ابتداءا من موسم 1947.

| من 1922 حتى 1946 | منذ 1947 إلى الآن - (جوارب حمراء) | طقم النادي الحالي بجوارب زرقاء أحيانا |

## تاريخ الرياضة التطوانية
عرفت مدينة تطوان بناء ملعبها سنة 1913. وكانت هناك العديد من الملاعب الرياضية والأنشطة المختلفة. سكان تطوان كانوا يعتبرون الرياضة جزءاً من النسيج المدني. الكثيرون يتحدثون عن أن الجمهور كان يتخذ من يوم الأحد يوم عيد، حيث يصحب الآباء أبنائهم إلى الملعب وهم يلبسون أحسن الثياب. تشجيعات الجمهور التطواني فريدة من نوعها بالمغرب حيث تمزج ما بين العربية والإسبانية، المسيرون التطوانيون الدين تحملوا مسؤولية الفريق هم من الشخصيات البارزة في المدينة. النقطة الثانية في تاريخ الرياضة التطوانية هو مشاركة فريق المدينة أتلتيكو تطوان في البطولة الأسبانية وهو الفريق الوحيد الدي لا ينتمي للقارة الأوربية والذي شارك في بطولة إسبانيا بقسمها الأول ولا أحد ينكر عراقة ممارسة لعبة كرة القدم بمدينة تطوان وتاريخها المميز يوم توج الفريق التطواني في بداية فترة الخمسينات أثناء عهد الحماية بصعود أتلتيكو تطوان إلى القسم الأول ومقارعته للأندية الأسبانية العملاقة كريال مدريد, ونادي برشلونة, وأتلتيك بيلباو وأتلتيكو مدريد. تطوان وسكانها تابعوا البارصا وريال مدريد وأحسن الفرق الأسبانية – ليس في دوري حبي مثل ما كان يتم في المغرب ولكن في بطولة رسمية، وربما أن تحقيق تطوان لتعادل ضد ريال مدريد بسانية الرمل هو حدث تاريخي.

## تاريخ الأندية المغربية في البطولة الأسبانية
تعتبر البطولة الإسبانية من أكبر البطولات متابعة للجمهور المغربي. و قد شاركت عدة فرق مغربية إبان الاستعمار الإسباني للمغرب، شماله وجنوبه، في القسم الوطني الأول والثاني. فريق نادي إسبانيول طنجة تأسس سنة 1946 ثم اندمج سنة 1956 مع فريق الخزيرات Algeciras CF (تأسس سنة 1912) من منطقة الأندلس الغالية، ليشكلوا معا فريق إسبانيول الخزيرات UD Espana de Algeciras الذي لعب موسم 56/57 بالقسم الوطني الثاني الإسباني. هذا الاتحاد لم يكتب له النجاح فلم يدم سنة كاملة حيث كانت سنة 1957 هي بداية النهاية بعد رغبة أحد الفريقين المندمجين Algeciras CF للعب بهويته الأولى فكان سببا في انهيار الاندماج. للإشارة فقط ففريق إسبانيول طنجة لعب 3 مواسم في القسم الوطني الثاني الإسباني 53/54، 54/55 و 55/56 (56/57 مندمج في فريق UD Espana de Algeciras).
هناك فريق آخر من طنجة لعب في القسم الوطني الثاني الإسباني ويتعلق الأمر بفريق EHA Tanger موسم 1939/1940 حيث كان عمره قصيرا جدا (تأسس سنة 1939 واختفى عن الأنظار سنة 1940). شيء آخر وجب الإشارة له ففريق نادي أتليتكو تطوان Club Atlético Tetuan لعب بالقسم الوطني الأول الإسباني موسم 1951/1952 قبل أن ينقسم لفريقين سنة 1956 هما فريق المغرب التطواني المغربي (بنسبة كبيرة) وفريق أتليتكو سبتة الإسباني Club Atlético Ceuta الذي تابع مسيرة مشاركاته بالقسم الثاني، وصلت موسمها 11 لحد الساعة بين صعود ونزول، وحاليا يمارس في القسم الوطني الثالث الإسباني.
احتل فريق إسبانيول طنجة موسم 1954/1955 المرتبة الرابعة وراء فريق أتليتكو تطوان المحتل للمرتبة الثانية بفارق نقطتين بينهما و 3 نقاط عن المتصدر والصاعد للقسم الأول LA LIGA فريق ريال مورسيا Real Murcia CF. شيء آخر توضيحي فهذا كان يخص مجموعة الجنوب أما مجموعة الشمال فعرفت صعود فريق دوبورتيفو ليونيسا Cultural y Deportiva Leonesa.
نظام المجموعتين شمال وجنوب تم تطبيقه في القسم الوطني الثاني الإسباني ابتداء من موسم 1949/1950 لغاية موسم 1967/1968 حيث تم التخلي عنه. نفس الشيء بالنسبة لفريق نادي أتليتكو تطوان فهو احتل الرتبة الأولى في مجموعة الشمال موسم 1950/1951 خولت له الصعود للقسم الوطني الأول رفقة فريق ريال خيخون (حاليا اسمه ريال سبورتينغ خيخون) بطل ومتصدر مجموعة الجنوب. نظام المجموعات يتيح صعود متصدري الشمال والجنوب مع أحسن فريق محتل للمرتبة الثالثة في المجموعتين فقط. نظام المجموعة الواحدة يمنح الصعود للمحتلين المرتبة الأولى، الثانية والثالثة.
خلاصة الأمر أن هناك 3 فرق مغربية لعبت بالقسم الوطني الثاني الإسباني اثنان منها من طنجة والثالث من تطوان.
- النتائج الكاملة لفريق أتليتكو تطوان موسم 51/52 في القسم الوطني الأول الإسباني :

لعب 30 مباراة، حصل على 19 نقطة 7 انتصارات، 5 تعادلات، 18 هزيمة سجل 51 هدف ودخلت مرماه 85 هدف الترتيب النهائي : و هنا لأول مرة كل مباريات الفرق المغربية فيما بينها بالدوري الإسباني القسم الوطني الثاني.

### موسم 1953/1954[3]
- 13/09/1953 (الدورة 1) : إسبانيول طنجة - أتلتيكو تطوان : 0-1
- 03/01/1954 (الدورة 16): أتلتيكو تطوان - إسبانيول طنجة : 5-2

### موسم 1954/1955[4]
- 12/12/1954 (الدورة 14): أتلتيكو تطوان - إسبانيول طنجة : 0-0
- 03/04/1955 (الدورة 29): إسبانيول طنجة - أتلتيكو تطوان : 0-0

### موسم 1955/1956[5]
- 13/11/1955 (الدورة 10) : أتلتيكو تطوان - إسبانيول طنجة : 2-1
- 18/03/1956 (الدورة 18): إسبانيول طنجة - أتلتيكو تطوان : 1-1

## سجل بطولات النادي
|  | البطولات               | عدد الألقاب | سنوات الألقاب |
|  | ---------------------- | ----------- | ------------- |
|  | الدوري المغربي الممتاز | 2           | 2012، 2014    |

- الدوري المغربي القسم الثاني : 1958، 1970، 1990، 1995، 2005، 2022.
- نهائي بطولة كأس العرش : 2020.

## ملعب النادي

ملعب سانية الرمل سنة 1951 و المعروف أيام الإحتلال الاسباني للمغرب بملعب ماركيز ديفاريلا

ملعب سانية الرمل حاليا

ملعب سانية الرمل من الجو

تصميم ملعب تطوان الجديد المرتقب إفتتاحه سنة 2018

- ملعب سانية الرمل: سانية الرمل والمعروف بين الجماهير التطوانية ب:لايبيكا - تعريبا لكلمة -(la Hípica) أُنشئ من طرف الأسبان عمره الآن يناهز 100سنة. يعود بناء هدا الملعب الأسطورة وتشييده لسنة 1913 على يد المهندس الأندلسي الراحل ماركيز دي فاريلا. يعود تاريخ تأسيس ملعب سانية الرمل بتطوان بالشكل الذي عليه الآن إلى سنة 1948، ودشن في مباراة أتلتيك تطوان ونادي إشبيلية الإسباني، والذي عرف إصلاحات على مر الزمن، طالت توسيعه وإضافة المدرجات، وإصلاح العشب خاصة في العقد الأخير، وصرفت عليه أموال، في العملية الأخيرة، وبالنظر إلى ذلك فإنه لم يرقَ إلى مصاف الملاعب المتميزة، بالرغم من أنه كان في أوقات السبعينيات محط مقابلات للمنتخب الوطني بفعل تميزه عن باقي الملاعب بالمغرب. وتمت في الملعب إصلاحات بعد الاستقلال. والآن ينوي الفريق إعادة ترميم وبناء ملعب سانية الرمل بشكل جديد في أفق سنة 2010 وقد وضع تصميم للشكل الذي سيكون عليه الملعب في أفق 2010 حيت سيضاف عدد من المدرجات وكذا موقف للسيارات ومرافق أخرى توافق الشروط الدولية المعتمدة.
- ملعب جديد:

سينتقل نادي أتلتيكو تطوان لملعب جديد ابتداءاً من سنة 2018، وذلك بعد الشروع في بناء الملعب الجديد لمدينة تطوان. تبلغ الطاقة الاستيعابية لهذا الملعب 40 ألفا و 410 مقعد، منها 400 مقعد مخصص للأشخاص ذوي الاحتياجات الخاصة، وسيشتمل على ملعب رئيسي، وأربعة ملاعب للتدريب، ومنصة رسمية، وفضاءات للاعبين والحكام، ومركز للصحافة، ومرافق للإدارة والفيفا، وقاعات للعلاجات الأولية، ومركز طبي، وفندق 4 نجوم، وقاعة للندوات، ومقاهي ومطاعم، ومحلات تجارية، ومواقف للسيارات، وفضاءات خضراء، وفضاء ملائما لتنظيم أنشطة وتظاهرات رياضية من مستوى عال. وستكون أرضية الملعب من الجيل الجديد بدون حلبة لألعاب القوى، وسيتم افتتاحه موسم 2018.

## نبدة مختصرة عن رؤساء الفريق المغاربة بعد الاستقلال
الرؤساء المتعاقبون على المغرب أتلتيكو تطوان كثيرون من بينهم إسبان ومغاربة. ويعتبر الحاج الفيلالي أول رئيس مغربي يترأس نادي أتلتيكو تطوان بعد كثير من الرؤساء الأسبان ترأسوا الفريق. وهناك أيضا السيد لبسدراوي الذي كان حكيما في رئاسة الفريق بالرغم من قلة الموارد المالية وحقق أفضل ترتيب في تاريخ الأتلتيكو وهو الصف الثاني في القسم الأول المغربي. بقية الرؤساء أغلبهم تخبط في مشاكل مادية وعاش مع الفريق أيام عسيرة في الصعود والنزول إلى أن جاء السيد التمسماني الذي جعل من المغرب التطواني الفريق المدلل بالمغرب لما كان يصرفه من أموال على فريق الأتلتيكو في معسكرات بإسبانيا. وكان لاعبو بطولة المغرب يتمنون مجاورة أتلتيكو تطوان في عهده وحقق السيد محمد الناصر الصعود للمغرب التطواني معلنا دخوله تاريخ الأتلتيكو من بابه الواسع بعد ذلك جاء السيد أبرون وهو الرئيس الحالي لفريق الأتلتيكو صاحب التاريخ العريق قبل وبعد الاستقلال.

## رؤساء المغرب التطواني بعد الاستقلال
| الرؤساء المتعاقبون       | مدة رئاستهم            |
| ------------------------ | ---------------------- |
| الحاج محمد الفيلالي      | 1956 - 1963            |
| مصطفى البقالي            | 1963 - 1964            |
| مبارك الجديدي            | 1964 - 1968            |
| محمد السدراوي            | 1968 - 1971            |
| علال أوشن                | 1971 - 1972            |
| عبد السلام بن عبد الوهاب | 1972 - 1973            |
| حمادي التعباني           | 1973 - 1974            |
| عبد القادر التوزاني      | 1974 - 1975            |
| الحسين بوديح             | 1975 - 1980            |
| محمد إزطوط               | 1980 - 1981            |
| علال السوسي              | 1978 - 1982            |
| عبد السلام التونسي       | 1982 - 1985            |
| عمر بنونة                | 1985 - 1986            |
| الصادق الشاوي            | 1986 - 1987            |
| حسين بوديح               | 1988 - 1990            |
| فريد بنعزوز              | 1990.. فترة وجيزة      |
| التمسماني رشيد           | 1990 - 1994            |
| النقسيس                  | 1995.. فترة وجيزة      |
| بوجعباق                  | 1996 - 1998            |
| منير الخياط              | 1998 - 1999            |
| أنس الجياز               | 1999 - 2002            |
| محمد الناصر              | 2002 - 2005            |
| عبد المالك أبرون         | الرئيس الحالي منذ 2005 |

## الشراكة مع نادي أتلتيكو مدريد والرغبة في احياء علاقات الماضي
سافر إلى العاصمة الأسبانية سنة 2007 وفد يمثل فريق المغرب التطواني للقاء مسؤولي الفريق الإسباني الكبير أتلتيكو مدريد، اللقاء الذي يأتي ثمرة سنة من الاتصالات مع الفريق الإسباني يهدف إلى فتح أسّس علاقة شراكة وتعاون مع الفريق الإسباني، وقد كان السيد بيدرو لوبيز أنتيبارا مدير التنمية بمؤسسة أتلتيكو مدردي قد وجّه دعوة للمسؤولين بفريق المغرب التطواني لعقد لقاء أولي لتدارس سبل تمثين العلاقات على عدة مستويات وبالأساس قضية إنشاء مدرسة لكرة القدم بالشراكة مع الفريق التطواني، الفكرة لاقت استحسان رئيس فريق المغر ب التطواني الحاج عبد المالك أبرون الدي يولي اهتماما خاصا للفئات الصغرى وللمشروع المستقبلي لفريق المدينة، وعلى هدا الأساس تم تكليف وفد بلقاء المسؤولين الأسبان بالعاصمة مدريد يضم السادة:
- محمد أشرف أبرون : الرئيس المنتدب للفريق
- السيد عبد العزيز الخنيفري : نائب الرئيس
- السيد يوسف بلحسن : مدير الاعلام
- السيد محمد هيدور : العضو الشرفي بالفريق

قام نادي المغرب أتلتيكو تطوان بإبرام شراكة مع نادي أتلتيكو مدريد أحد أبرز الأندية الإسبانية التي تتوفر خزانتها على عدة ألقاب، ومرّ من هذا النادي عدة نجوم كبار طبعوا مسيرة هذا الفريق أبرزهم: الألماني شوستر، البرتغالي فوتري، والأرجنتيني سيموني والمهاجم البرازيلي بالطازا ثم «الجوهرة السوداء» العربي بن مبارك الذي يظل لحد الساعة حديث كل الأجيال داخل صفوف أتلتيكو مدريد· وجاءت هده الشراكة استجابة لرغبة المسؤولين في الفريقين الذين تربطهما علاقات تاريخية وتوطيد التعاون أكثر مع الفريق الأسباني لا سيما أن مؤسسي أتلتيكو تطوان الإسبان كانوا من مشجعي أتلتيكو مدريد لهذا فأقمصة الفريقين متشابهة.
- مشروع إنشاء مدرسة أتلتيكو مدريد لكرة القدم بتطوان.
- تكوين جمعية أنصار ومحبي أتلتيكو مدريد بتطوان.

يُذكَر أن أتلتيكو مدريد واجه أتلتيكو تطوان مرتين فقط في التاريخ، وقد كان ذلك في موسم 1951 ـ 1952 في منافسات الدوري الإسباني، وقد انتهت المباراة الأولى في تطوان بانتصار أتلتيكو تطوان 4 ـ 1، أمّا مقابلة العودة فقد عرفت اكتساح أتلتيكو مدريد للتطوانيين ب 8 ـ 0 في ملعب فسينتي كالديرون الشهير بالعاصمة الإسبانية مدريد.

## القرية الرياضية
كشفت إدارة نادي أتلتيك تطوان أواخر سنة 2007 عن مشروع القرية الرياضية التي ستحتظنها منطقة الملاليين على مساحة 14 هكتار خلال زيارة رئيس أتلتيكو مدريد السيد إنريكي سيريزو ووفد مرافق له من أجل تفعيل الشراكة فيما بين الناديين. القرية الرياضية الحدث الأكبر في الرياضة التطوانية وهي الأولى من نوعها في المغرب وتحتوي على إقامة للاعبين، مطعم، صالات، ملعب للتداريب بأرضية من أحدث الأنواع على الساحة الدولية، مركز رياضي يتوفر على أحدث الأجهزة من أجل اللياقة البدنية بالإضافة إلى مسبح كبير، مدرسة كرة القدم وكل المرافق الضرورية لراحة اللاعبين
إن الاهتمام اللافت من قبل إدارة نادي المغرب أتلتيكو تطوان بمختلف المراحل السنية يؤكد بأن مستقبل فريق الحمامة البيضاء مشرق. ومع إشراقة شمس القرية الرياضية تشع منها مدرسة كرة القدم التي ستعرف احتضان الناشئين وتوفير لهم كل وسائل الرعاية والاهتمام من تدريس، إقامة و أكل...إلخ.

## الشراكة مع نادي برشلونة
قام رئيس نادي برشلونة الإسباني لكرة القدم خوان لابورتا سنة 2009 بزيارة لتطوان، وأشار في لقاء مع الصحافة في أعقاب تدشينه لمقر جمعية أنصار ومحبي الفريق الكتالوني إلى أنه كان يتطلع إلى زيارة مدينة تطوان خاصة بعد الزيارة التي قام بها للمغرب سنة 2005 والتي شملت مدن الرباط والدار البيضاء وطنجة وشفشاون، وذلك إلى أن فريق مدينة تطوان كان يشارك في خمسينات القرن الماضي في منافسات البطولة الأسبانية. وبعد إنشاء جمعية لأنصار ومحبي فريق برشلونة بتطوان أعرب عن الأمل في أن تشهد عدة مدن مغربية أخرى مبادرات مماثلة لدعم مستوى العلاقات الرياضية القائمة بين المغرب وإسبانيا وخاصة مع الفريق الكتالوني، وفي تقوية سبل الصداقة والعمل سويا من أجل الأهداف النبيلة التي يدافع عنها نادي برشلونة.
جاءت هذه المبادرة لمنافسة ناديي أتلتيكو مدريد الذي قام بإبرام اتفاقيات مهمة مع نادي أتلتيكو تطوان في عدة مجالات، وكذلك لمزاحمة غريم نادي برشلونة التقليدي نادي ريال مدريد الذي يتمتع أيضا بشعبية واسعة في مدينة تطوان. وقد كانت زيارة رئيس برشلونة ضرورية لإعادة الثقة لجمهور برشلونة في تطوان الذي قدم احتجاجات بسبب إنشاء عدة جمعيات لأنصار ومحبي الفريق الكتالوني في عدة مدن بالمغرب وإهمال المحبين في تطوان. وكان إنشاء جمعية لأنصار ومحبي الفريق الكتالوني سابقا بمدينة طنجة التي يُعَدُّ فريقها الأول نادي اتحاد طنجة الغريم التقليدي لنادي المغرب التطواني قد أثار غضب مشجعي برشلونة في تطوان.
يُذكَر أن برشلونة واجه أتلتيكو تطوان مرتين فقط في التاريخ، وقد كان ذلك في موسم 1951 ـ 1952 في منافسات الدوري الإسباني، وقد انتهت المباراة الأولى في تطوان بانتصار برشلونة 4 - 1، أمّا مقابلة العودة فقد عرفت اكتساح النادي الكتالوني للتطوانيين ب 5 ـ 2 في ملعب نيوكامب الشهير، حيث أحرز برشلونة اللقب في ذلك الموسم بينما نزل أتلتيكو تطوان إلى القسم الثاني الإسباني وبقي فيه حتى استقلال المغرب ليلتحق بعد ذلك بالدوري المغربي.

## وصلات خارجية
- (بالعربية والإسبانية) الموقع الرسمي لنادي أتلتيكو تطوان
- (بالعربية) نشيد المغرب التطواني على يوتيوب